# Teorie generací
Teorie generací nebo generační teorie – je sociální teorie představená významným maďarským sociologem židovského původu Karlem Mannheimem v jeho eseji Das Problem der Generationen (1928).
Karel Mannheim se jako první pokusil představit generaci jako sociální skupinu. Chtěl zjistit, jaký druh vztahů spojuje lidi tvořící jednu generaci.

## Teorie
Při rozboru problematiky generací Mannheim odmítá pozitivistický a romanticko-historický přístup. Řídí se sociologickým pohledem, který považuje za „neocenitelného průvodce pochopením struktury sociálních a intelektuálních hnutí. Její praktický význam se vyjasní, stačí se pokusit získat přesnější představu o zrychleném tempu společenských změn charakteristických pro naši dobu.“
K. Mannheim charakterizoval generaci určitým postavením ve společnosti, specifickým vztahem mezi jejími zástupci a jednotou sociálních skupin napříč věků.
Tvrdí však, že generace není sociální skupinou, protože skupina je podle K. Mannheima sdružení jednotlivců, spojených na základě přirozeně se vyskytujících nebo předem navázaných vazeb.
V sociologickém aspektu Mannheim vytváří základní strukturu fenoménu generací, ve které je zvýrazněna specifika vztahů jednotlivců tvořících jednu generaci. Klíčovým pojmem je zde sociální postavení.
Mannheim rozvíjí myšlenku sociálního postavení jako charakteristiku generace a rozlišuje mezi generacemi, které vznikly z obecných okolností a konkrétními sociálními skupinami (rodina, kmen, sekta atd.). Daný aspekt je důležitý pro pochopení sociálních vlastností generací. Píše: „generace není specifická skupina ve stejném smyslu jako jednota, tj. skupina, která nemůže existovat, pokud její členové nemají vzájemné znalosti jeden o druhém a která, jako intelektuální a duchovní společenství, přestane existovat, pokud dojde k narušení „blízkosti“. Na druhé straně není v žádném případě srovnatelná se sdruženími, např. s organizacemi založenými pro speciální účely, protože ty se vyznačují úmyslným aktem zakládání, písemnou chartou a mechanismem rozpuštění. Jsou to vlastnosti, které slouží ke sjednocení skupiny, i když nemá žádné souvislosti, které jsou definované prostorovou blízkosti a jednotou života.“
Generační postavení ukazuje na „určité konkrétní způsoby chování, cítění a myšlení“ a formativní zážitky v době mládí jsou zvýrazněny jako klíčové období, ve kterém se formují sociální generace.
Z pohledu sociologa střídání generací je univerzální proces předurčený biologickým rytmem lidského života, v důsledku čeho starší účastníci kulturního procesu jsou podle předání nashromážděného kulturního dědictví nahrazení novými.
Mannheim zdůrazňuje důležitost společné polohy zástupců jedné generace. Musí se společně účastnit činnosti a získávat podobné zkušenosti. Subjektivním faktorem je přijímání určitých historických názorů, nebýt jako výsledek svobodné volby, ale v procesu socializace.
Mannheim dochází k závěru, že „jednotnost generace je složena hlavně z podobného postavení jednotlivců v sociálním prostoru“ a „sociální fenomén „generace“ není ničím jiným než zvláštním typem lokalizační identity, v tomto případě věkově seskupených osob zobrazených v historickém a společenském procesu skupiny.“ Generační jev je jedním z hlavních genetických faktorů v dynamice historického vývoje.
Mannheimovu esej o generacích lze číst jako text, ve kterém je tento dialektický symbiotický vztah charakterizován jako zcela zásadní pro vytvoření jednotlivců a společnosti, biografii a historii.